# Мухаммад аз-Завари
Мухаммад аз-Завари (араб. محمد الزواري‎; 1967 — 16.12.2016) — тунисский инженер, разработчик беспилотных летательных аппаратов, ключевой человек в оружейной программе террористической группировки ХАМАС. Ликвидирован 15 декабря 2016 года. ХАМАС обвиняет в этом Моссад, израильская сторона не комментирует обвинения.

## Биография
Мухаммад аль-Завари родился в 1967 году, вырос в консервативной мусульманской семье. Он получил религиозное и светское образование. Позднее поступил и окончил «Национальную инженерную школу» в родном городе Сфакс.
После он работал в ряде арабских стран, стал профессором, был техническим директором в машиностроительной компании, пилотом тунисских авиакомпаний, а также руководителем клуба авиамоделистов, где он обучал студентов, как делать беспилотники из подручных материалов.
В студенческие годы был активистом тунисского студенческого союза. За это он подвергся преследованию со стороны официальных властей страны. Был отправлен в тюрьму. После освобождения жил между Суданом, Сирией и Ливией в течение практически 20 лет. В дальнейшем вернулся на родину после тунисской революции 2011 года, которая свергла Бен Али.
Во время пребывания в Сирии в 2006 стал членом ХАМАС. В 2008 Мухаммаду аз-Завари с командой удалось собрать первые 30 беспилотников. С 2012 по 2013 он провел около 9 месяцев в секторе Газа. В это время он разработал и изготовил беспилотник Ababeel1. Этот аппарат использовался во время войны 2014 года, которая велась между Израилем и ХАМАС. До своей ликвидации в 2016 году Мухаммед работал над проектом беспилотной подводной лодки.

## Ликвидация
При жизни Мухаммад не был широко известен. В 2016 году аз-Завари был убит из пистолетов с глушителями в родном городе Сфакс. Он пытался сесть в свою машину, но из подъехавшего минивэна по тунисцу открыли огонь. Всего было восемь попаданий, три из которых в голову. Тунисская полиция арестовала десять человек, причастных к ликвидации. Оказалось, что изначально они не знали, что принимают участие в операции. Часть считала, что устроились на работу в европейскую страховую компанию, которая открывает представительство в Сфаксе. По просьбе «работодателей» они приобрели для будущего офиса мобильные телефоны и арендовали в прокате автомобили. Часть задержанных полагали, что принимают участие в съемках документального фильма для малазийского телевидения. Основная участница операции была журналисткой из Туниса, постоянно проживающая в Венгрии. За шесть месяцев до произошедшего она нашла работу в «продюсерской компании». По заданию нового работодателя она полетела на родину создавать документальный фильм о технологических новшествах в сфере медицины и авиации. Дважды встретилась с Мухаммадом Аз-Завари. Была назначена третья встреча, на которую вместо журналистки приехали ликвидаторы. Записи камер наружного наблюдения, расположенных напротив места убийства, были стерты неизвестными хакерами.
В честь инженера лётной программы ХАМАС была названа группировка «Сыны Аз-Завари». Её представители известны тем, что запускали воздушных змеев с зажигательными смесями через израильскую границу для уничтожения пшеничных полей фермеров.